# Cuppa

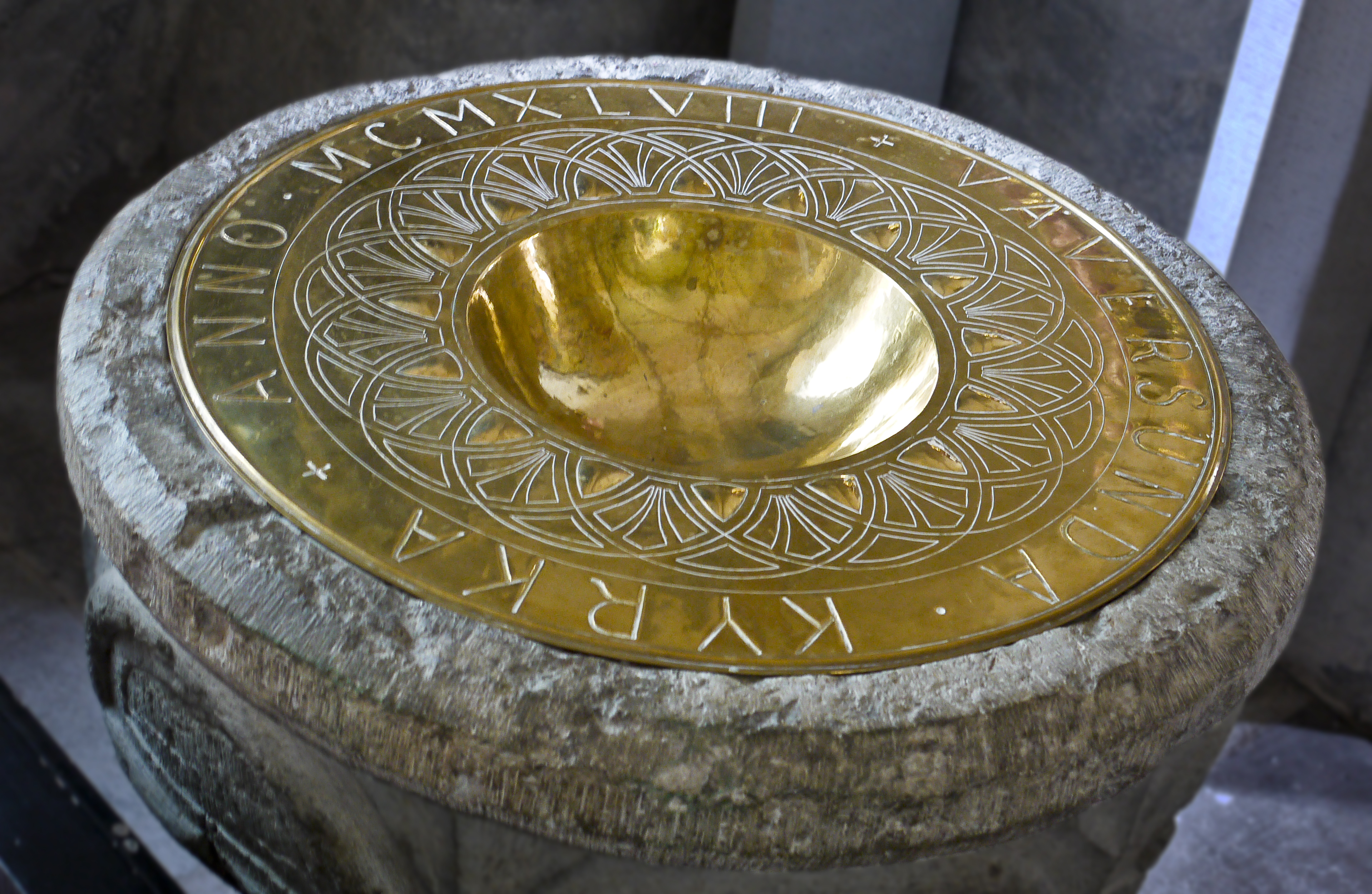
Kuppa i Väversunda kyrka, Vadstena kommun.

Cuppa (latin cupa, "bägare", "tunna", "fat") eller kuppa är den skålformade delen av en nattvardskalk, en dopfunt eller av ett dryckeskärl på hög fot.